# شهرستان شین کانتی
شین کانتی (به لاتین: Shen County) یک منطقهٔ مسکونی در جمهوری خلق چین است که در لیائوچنگ واقع شده‌است. شین کانتی ۱٬۳۸۷٫۷۴ کیلومترمربع مساحت و ۹۶۶٬۰۰۰ نفر جمعیت دارد و ۴۲ متر بالاتر از سطح دریا واقع شده‌است.